# Els Reguerons
Els Reguerons són una zona de prats humits i jonqueres que formen part de la Zona d'especial protecció per als ocells
(ZEPA) del delta del Llobregat. El seu àmbit territorial és de gairebé 29 hectàrees. La zona humida aquí considerada,
tanmateix, abasta una superfície lleugerament menor, ja que se n'han exclòs alguns sectors de la ZEPA que són destinats a agricultura.
Als Reguerons dominen, pel que fa a la vegetació, les jonqueres -amb Juncus acutus i Juncus crassifolis- i herbassars humits. Hi ha també una extensa zona de canyissar inundat i una llacuna en forma de "U", amb un canyissar i bogar que van reduint progressivament la làmina d'aigua.
Pel que fa als hàbitats d'interès comunitari, s'hi ha identificat els hàbitats 1410 "Prats i jonqueres halòfils mediterranis
(Juncetalia maritimi)" i 6420 "Jonqueres i herbassars graminoides humits, mediterranis, del Molinio-Holoschoenion".
En aquest espai s'observa amb regularitat l'arpella (Circus aeroginosus). Igualment, és una àrea de cria del martinet menut (Ixobrychus minutus) i d'alimentació de l'agró roig (Ardea purpurea). A l'hivern, l'espai esdevé un punt de concentració de fredelugues (Vanellus vanellus).
Els Reguerons es localitzen enmig d'una zona de conreus d'horta. Hi ha 3 captacions d'aigua dins l'espai (segons informació facilitada per l'ACA) i d'altres en un radi inferior a 100 m. L'espai rep aigua de diversos canals de reg, per la qual cosa està força eutrofitzat. La presència de ramats d'ovelles, si bé ajuda a mantenir oberta la vegetació, contribueix a augmentar l'eutrofització del medi. L'espai és objecte periòdicament d'alguns abocaments incontrolats. També és zona de passeig i lleure d'alguns veïns, molts d'ells propietaris de gossos. Es produeixen petites ocupacions per conreus als sectors més perifèrics. La proximitat de l'aeroport genera un impacte sonor important, com a la resta d'espais del Delta.
Aquest espai pertany a l'anomenat Eix Verd Remolar-Filipines-Reguerons. Per tal de preservar aquest eix, l'Ajuntament de Viladecans va sol·licitar un ajut Life Medi Ambient a la Unió Europea. Aquest Eix Verd ha estat en part destruït com a
conseqüència de les obres d'ampliació de l'aeroport del Prat. Els Reguerons estan inclosos dins l'espai de la Xarxa Natura 2000 ES0000146 "Delta del Llobregat" (LIC i ZEPA).